# Georg von Kaufmann
Georg „Schorsch“ von Kaufmann (* 24. Mai 1907 in München; † 3. Mai 1972 in Bernau am Chiemsee) war ein deutscher Skilangläufer und Bergsteiger.

## Werdegang
Georg von Kaufmann nahm an den Olympischen Winterspielen 1936 in Garmisch-Partenkirchen teil, wo er bei der Eröffnungsfeier Fahnenträger der deutschen Delegation war. Im 18-km-Rennen belegte er den 20. Rang. Im gleichen Jahr wurde er mit der 4-mal-10-Kilometer-Staffel des Bayerischen Skiverbandes deutscher Meister. Ebenfalls 1936 schloss er sich dem NSKK an.
Neben dem Skilanglauf war Georg von Kaufmann als Bergsteiger aktiv, so gelang ihm 1952 eine Winterbesteigung der Ostwand des Watzmanns. Des Weiteren war er als Volksmusiker und Tanzlehrer tätig.